# Бахманийский султанат
Бахмани́йский султана́т —  исламское государство на юге Индии. Основано в 1347 году на западе Декана мусульманами-шиитами, восставшими против Делийского султаната во главе с делийским военачальником Хасаном Зафар-ханом, принявшим титул Бахман-шаха. После распада государства Бахманидов в 1518—1527 годах на его месте образовались султанаты Биджапур, Берар, Ахмаднагар, Бидар и Голконда (т. н. Деканские султанаты).
Во главе государства стояли султаны из династии Бахманидов, правившие из города Гулбарга. В 1429 году столица была перенесена в Бидар. К югу от реки Кришна расстилалась Виджаянагарская империя, с которой на протяжении всей своей истории султанат вёл ожесточённую борьбу.
В начале 1470-х годов султанат и его главные центры (Бидар и Голконду) с торговыми целями объехал тверской купец Афанасий Никитин. О его путешествии повествуется в «Хожении за три моря».

## Династия Бахмани
- Абу-ль-Музаффар Ала ад-Дин Бахман-шах, султан Деккана 1347—1358
- Мухаммад-шах I, сын Бахман-шаха, султан Деккана 1358—1375
- Ала ад-Дин Муджахид-шах, сын Мухаммад-шаха I, султан Деккана 1375—1378
- Дауд-шах I, сын Бахман-шаха, султан Деккана 1378
- Мухаммад-шах II, сын Махмуд-хана, сына Бахман-шаха, султан Деккана 1378—1397
- Гийас ад-Дин Тахматан-шах, сын Мухаммад-шаха II, султан Деккана 1397
- Шамс ад-Дин Дауд-шах II, сын Мухаммад-шаха II, султан Деккана 1397
- Тадж ад-Дин Фируз-шах, сын Ахмад-хана, сына Бахман-шаха, султан Деккана 1397—1422
- Шихаб ад-Дин Ахмад Вали-шах I, брат Фируз-шаха, султан Деккана 1422—1436
- Ала ад-Дин Ахмад-шах II, сын Ахмад Вали-шаха, султан Деккана 1436—1458
- Ала ад-Дин Хумаюн Салим-шах, сын Ахмад-шаха II, султан Деккана 1458—1461
- Низам-шах, сын Хумаюн Салим-шаха, султан Деккана 1461—1463
- Шамс ад-Дин Мухаммад-шах III Лашкари, сын Хумаюн Салим-шаха, султан Деккана 1463—1482
- Шихаб ад-Дин Махмуд-шах, сын Мухаммад-шаха III, султан Деккана 1482—1518
- Ахмад-шах III, сын Махмуд-шаха, султан Деккана 1518—1520
- Ала ад-Дин-шах, сын Ахмад-шаха III, султан Деккана 1520—1523
- Вали-Аллах-шах, сын Махмуд-шаха, султан Деккана 1523—1526
- Калим-Аллах-шах, сын Махмуд-шаха, султан Деккана 1526—1527